# Charade
Charade är en amerikansk mysteriefilm från 1963 i regi av Stanley Donen. Huvudrollerna spelas av Cary Grant, Audrey Hepburn, Walter Matthau och James Coburn.
År 2022 valdes filmen ut för att bevaras i National Film Registry av USA:s kongressbibliotek då den anses vara ”kulturellt, historiskt eller estetiskt betydelsefull”.

## Handling
Regina (Audrey Hepburn), kallad "Reggie", kommer hem från semestern och finner huset i Paris helt tomt och maken död mördad. Han har dock gömt en stulen förmögenhet, en kvarts miljon. Fyra män jagar nu Regina, eftersom de tror att hon vet var pengarna finns. Regina förälskar sig i en av dem, Peter (Cary Grant), som hjälper henne. Men kan hon verkligen lita på honom?

## Rollista i urval
- Audrey Hepburn - Regina Lampert
- Cary Grant - Peter Joshua
- Walter Matthau - Hamilton Bartholemew
- James Coburn - Tex Panthollow
- George Kennedy - Herman Scobie
- Dominique Minot - Sylvie Gaudel
- Ned Glass - Leopold W. Gideon
- Jacques Marin - Kriminalinspektör Edouard Grandpierre
- Paul Bonifas - Mr. Felix, frimärkshandlare
- Thomas Chelimsky - Jean-Louis Gaudel